# Get off the Stage
Get off the Stage è il quattordicesimo album in studio del rapper statunitense Too Short, pubblicato nel 2007.

## Tracce
1. Get off the Stage – 4:16
2. Broke Bitch – 2:46
3. This My One (feat. E-40) – 3:15
4. Shittin' on 'Em – 4:03
5. F.U.C.K. Y.O.U. (feat. Mistah F.A.B., Ms. Hollywood, Ginger) – 3:18
6. Gangstas & Strippers – 3:36
7. Dum Ditty Dum (feat. The Pack) – 2:40
8. Pull Them Panties Down (feat. Kool Ace) – 3:32
9. I Like It (feat. Dolla Will) – 4:00
10. It Ain't Over (feat. Tanu) – 3:41